# Slatina, Pljevlja
Slatina este un sat din comuna Pljevlja, Muntenegru. Conform datelor de la recensământul din 2003, localitatea are 164 de locuitori (la recensământul din 1991 erau 223 de locuitori).

## Demografie

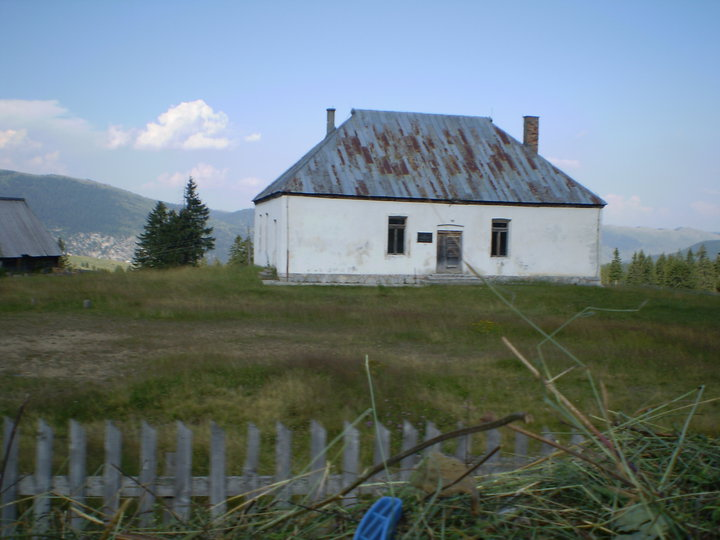
Škola u Slatini

În satul Slatina locuiesc 147 de persoane adulte, iar vârsta medie a populației este de 47,0 de ani (45,8 la bărbați și 48,5 la femei). În localitate sunt 52 de gospodării, iar numărul mediu de membri în gospodărie este de 3,15.
Această localitate este populată majoritar de sârbi (conform recensământului din 2003).
|  |

| Demografie | Demografie | Demografie |
| An         | Locuitori  | Locuitori  |
| ---------- | ---------- | ---------- |
|            |            |            |
|            |            |            |
|            |            |            |
|            |            |            |
| 1948       | 305        |            |
| 1953       | 390        |            |
| 1961       | 426        |            |
| 1971       | 377        |            |
| 1981       | 325        |            |
| 1991       | 223        | 223        |
| 2003       | 164        | 164        |

| \| Componența etnică conform recensământului din 2003[2] \| Componența etnică conform recensământului din 2003[2] \| Componența etnică conform recensământului din 2003[2] \| Componența etnică conform recensământului din 2003[2] \| Componența etnică conform recensământului din 2003[2] \| \| ----------------------------------------------------- \| ----------------------------------------------------- \| ----------------------------------------------------- \| ----------------------------------------------------- \| ----------------------------------------------------- \| \| \| \| \| \| \| \| Sârbi \| Sârbi \| \| 129 \| 78,65% \| \| Muntenegreni \| Muntenegreni \| \| 31 \| 18,9% \| \| necunoscută \| necunoscută \| \| 0 \| 0% \| |              |  |     |        |
| Componența etnică conform recensământului din 2003 |              |  |     |        |
| |              |  |     |        |
| Sârbi | Sârbi        |  | 129 | 78,65% |
| Muntenegreni | Muntenegreni |  | 31  | 18,9%  |
| necunoscută | necunoscută  |  | 0   | 0%     |